# PalmSource
PalmSource, maintenant connue sous le nom d’Access Systems Americas, est une division d’Access qui développe le système d'exploitation Palm OS pour PDA. PalmSource fut séparé de Palm Computing.
Palm OS fonctionne sur plus de 38 millions d'équipements depuis 1996 pour les fabricants comprenant 
Palm, Aceeca, AlphaSmart, Fossil, Garmin, Group Sense PDA (Xplore), Kyocera, Lenovo, PiTech, Samsung, Sony et Symbol, et en décembre 2005, PalmGear déclare offrir 28.769 programmes de genre différent. Les programmes pour PalmOS peuvent être également téléchargés sur CNET, PalmSource, Handango, et Tucows.
PalmSource possède également BeOS, depuis qu'il a acheté Be en 2001.

## Histoire
En janvier 2002, Palm créa une filiale pour développer et vendre la licence du système d'exploitation de Palm qui a été nommée PalmSource en février.
En octobre 2003, PalmSource est séparée de Palm pour devenir une compagnie indépendante, et Palm a été renommée palmOne, palmOne et PalmSource ont établi une holding commune qui devient propriétaire de la marque déposée Palm.
En mai 2005, palmOne achète la part de PalmSource de la marque Palm et se renomme Palm, Inc. deux mois plus tard. Access a acheté PalmSource un peu après pour 324 millions de USD. PalmSource est renommée ACCESS en octobre 2006.